# آشپزی پسرخاله
آشپزی پسرخاله (به انگلیسی: Cousin Cousine) فیلمی ۹۵ دقیقه‌ای به کارگردانی ژان چارلز تاسچلا با بازی ماری-کریستین بارو، ویکتور لانو و مری-فرانس پیزیه محصول کشور ایالات متحده آمریکا است.